# Pro Prahu
Pro Prahu (také Hnutí pro Prahu nebo Starostové pro Prahu) bylo české politické hnutí založené v roce 2013 a rozpuštěné Nejvyšším správním soudem v prosinci 2023.  Hnutí bylo aktivní v komunální politice na území hlavního města Prahy. Profilovalo se jako celopražské politické uskupení, se snahou dát pravomoci městským částem.
V čele hnutí stáli Karel Fischer a Václav Drahorád. Členy předsednictva byli Michal Popek, Jiří Koutský, Martin Píša a Michal Fischer.
Ve volbách do Zastupitelstva hl. m. Prahy v roce 2014 hnutí získalo 2,4 % hlasů a v kandidatuře do celopražského zastupitelstva neuspělo. Získalo však celkem 88 zastupitelů městských částí, z nichž 8 bylo zvoleno starosty.
Roku 2018 kandidovalo v komunálních volbách pod názvem Starostové pro Prahu. Na kandidátce bylo 8 současných starostů až na jednu výjimku z okrajových částí metropole – Alexander Lochman z Čakovic, Hana Moravcová z Prahy 20, Václav Drahorád z Újezdu u Průhonic, Michal Popek z Lipenců, Vladimír Novák z Prahy 10, Martin Turnovský z Prahy 22, Martin Trefný z Křeslic a Vlastimil Vilímec z Nedvězí.
Na téže kandidátce byla také radní a bývalá místostarostka Prahy 10 a bývalá senátorka Ivana Cabrnochová, bývalá starostka Prahy 3 Vladislava Hujová, někdejší náměstek primátora pro životní prostředí Jiří Nouza, bývalý starosta Prahy 5 Miroslav Zelený, místopředseda pražské židovské obce František Bányai, tajemnice Českého zahrádkářského svazu Marta Pawlicová, zakladatelka a ředitelka Parkinson Help Romana Skála-Rosenbaum a Jarmila Plocková. Hnutí Pro Prahu zažilo nebývalý debakl, kdy získalo při volbách na magistrát hl. m. Prahy pouhých 1,92% (486 991 platných hlasů) a nezískalo žádné zastoupení. Taktéž nikde po celé Praze neuspělo. V jednotlivých městských částech se nikde nedostalo, mimo Prahy 11, kde i přestože výrazně ztratilo, získalo 24,74% a bylo první. Jediné místo, kde získalo Hnutí Pro Prahu větší výsledek bylo v MČ Velká Chuchle, kde získalo 26,98%, což bylo o 4,89% více. Zde to ovšem bylo pouze vlivem poklesu počtu kandidátních listin a byla to jen slabá náplast na debakl ve volbách.

## Rozvoj města
Hnutí Pro Prahu navrhovalo přenést z Magistrátu některé pravomoci na jednotlivé městské části a založit Sněm starostů, který by se stal partnerem Radě a zastupitelstvu hlavního města Prahy.

## Spory o název
V letech 2013–2014 proběhl spor o název a logo mezi hnutím Pro Prahu Zdeňka Passera a koalicí PRO a České Suverenity kolem Jany Volfové. Soud pustil do voleb obě strany sporu. Logo do roku 2021 patřilo hnutí Pro Prahu. Po roce 2014 už Passer ztratil na hnutí Pro Prahu veškeré vazby.
V roce 2018 se s hnutím Pro Prahu soudilo hnutí STAN. Vadilo mu, že hnutí Pro Prahu si zaregistrovalo kandidátku do zastupitelstva hl. m. Prahy a do několika dalších městských částí pod názvem Starostové pro Prahu. Předseda pražské organizace hnutí STAN Petr Hlubuček prohlásil, že „je to nehoráznost, parazitování na našem názvu, proto jsme podali žalobu na neplatnost této kandidátky k Městskému soudu v Praze“. Předseda pražské organizace hnutí Pro Prahu Karel Fischer prohlásil, že „nikdo nemá patent na slovo starosta, navíc, na kandidátce Starostové pro Prahu je osm současných starostů z městských částí a celá řada dalších místních politiků a občanů, které voliči znají ze svých radnic. Pak je otázka, u které kandidátní listiny je označení starostové autentičtější“.

## Programové teze hnutí
Politické hnutí Pro Prahu představilo 31. července 2014 svůj program pro komunální volby 2014 s názvem 11 bodů Pro Prahu
1. Řízení magistrátu a decentralizace Pro Prahu
2. Bezpečnost Pro Prahu
3. Doprava Pro Prahu
4. Energetika, odpady a vodohospodářství Pro Prahu
5. Zdravé životní prostředí Pro Prahu
6. Školství Pro Prahu
7. Územní plán a rozvoj Pro Prahu
8. Sociální, zdravotní a rodinná politika Pro Prahu
9. Bytová politika Pro Prahu
10. Sport a volnočasové aktivity Pro Prahu
11. Kultura a památková péče Pro Prahu

## Pozastavení činnosti
Rozsudkem Nejvyššího správního soudu ze dne 23. 3. 2022 mělo hnutí pozastavenou činnost, s platností od 7. dubna 2022. Hnutí je aktivní v komunální politice na území hlavního města Prahy.